# 台湾义勇队
台湾义勇队是中國抗日戰爭期间，台湾民間人士在浙閩两省政府的支持下組織的抗日武装力量之一，1938年正式成立于中華民國，隸屬於臺灣獨立革命黨。主要领导者为李友邦。最多时人员达600余人。
臺灣義勇隊主張以中華民國接收臺灣並與其他臺灣「祖國派」抗日革命組織結盟。
台灣義勇隊舊址位於中國浙江省金華市婺城區。

## 歷史
隨著中國抗日戰爭爆發，由於日本政府運用在福建的臺灣籍民從事間諜問題日益嚴重，因此包括旅居中國的臺灣人被中華民國政府視為重點關注及警戒的對象。1938年5月，福建省主席陳儀命令，將福州、晉江、石碼等地的臺灣籍人民送往閩北崇安地區（今武夷山市）進行集中管理。同年李友邦為籌組台灣義勇隊尋求在中國的臺灣人加入充實戰力，台灣義勇隊於同年成立。
台湾义勇队在浙江、福建等地设立樟脑制造厂、药品制造厂，提供給國軍使用。义勇队又在金华、衢州、兰溪、建阳等地设立台湾医院，免费医治伤病员、官兵家属以及普通平民。台湾义勇队還負責收集日本佔領區的機構情报，1943年1月到1944年10月，台湾义勇队截获情报175件，並将这些情报提供给中国军队。1943年6至7月，义勇队又三次袭击厦门，烧毁仓库，擊傷数十人。1944年，台湾义勇队改编为台湾义勇总队。
。

## 後續發展
民國三十六年（1947年）二二八事件爆發後，李友邦被臺灣省行政長官陳儀以通匪與幕後鼓動暴動罪名逮捕，並解送南京監禁3個月，經過其夫人嚴秀峰至南京向蔣經國說明原委，李友邦才被釋放，返臺在基隆港碼頭受到熱烈歡迎。李友邦回臺灣之後，擔任中國國民黨臺灣省黨部副主任委員兼中國國民黨改造委員會委員。民國四十一年（1952年），臺灣省保安司令部根據「省工委匪諜案」逮捕朱諶之（化名「朱楓」）。由於朱諶之從吳石及蔡孝乾等處取得重要機密文件及膠卷後並未直接離臺，又拜訪了幾位朋友，其中及包含嚴秀峰，而牽扯出張志忠及季澐；另，李友邦在三青團中任職的潘華係共產黨員（按其於二二八事件之前即離臺，應無涉及省工委案），使其被國民黨政府以「包庇窩藏中共間諜」、「早已加入中共組織」等罪名判處死刑。

## 隊歌

### 台灣義勇隊隊歌
為了向外界昭告義勇隊的抗日意識與堅定隊員的抵抗意志，張一之與賀綠汀等人，創作出「台灣義勇隊隊歌」，歌詞如下：

我們是抗日的義勇軍，是台灣民族解放的先鋒隊，

要把日寇驅出祖國，要把他在台灣鐐鎖打碎！

為正義抗戰，保衛祖國，解放台灣，

要把日本帝國主義整個摧毀，整個摧毀！

我們是抗日的義勇軍，是台灣民族解放的先鋒隊。

### 台灣少年團團歌
為了教育少年團成員，培養團員的民族意識與抗日意識，張一之與牛光祖等人，創作「台灣少年團團歌」，歌詞如下：

台灣是我們的家鄉，那兒有人五百萬，不自由；

台灣是我們家鄉，那兒有花千萬朵不芬芳。

我們帶了枷鎖來人間，我們售著麻醉過生活。

離了家鄉，奔向自由，要把自由帶回家鄉。

我們會痛恨，不會哭泣；我們要生存，不要滅亡。

在壓迫下鬥爭，在學習中成長。

要造就宇宙般寬的胸襟，要鍛鍊鐵石般的心腸；

要團結千百萬的兒童，要收回我們的家鄉，我們將和敵人拼個生死存亡。

## 外部资料
- 专访：台湾抗日义勇队少年团员讲述传奇经历（页面存档备份，存于）

1. ↑  專論：李友邦的智慧　變政治包袱為抗日力量 （页面存档备份，存于），《中國評論新聞網》，2015年11月15日
2. ↑  .   [2021-07-17]. （原始内容存档于2021-07-19）.